# Adolph Wagner (Ökonom)

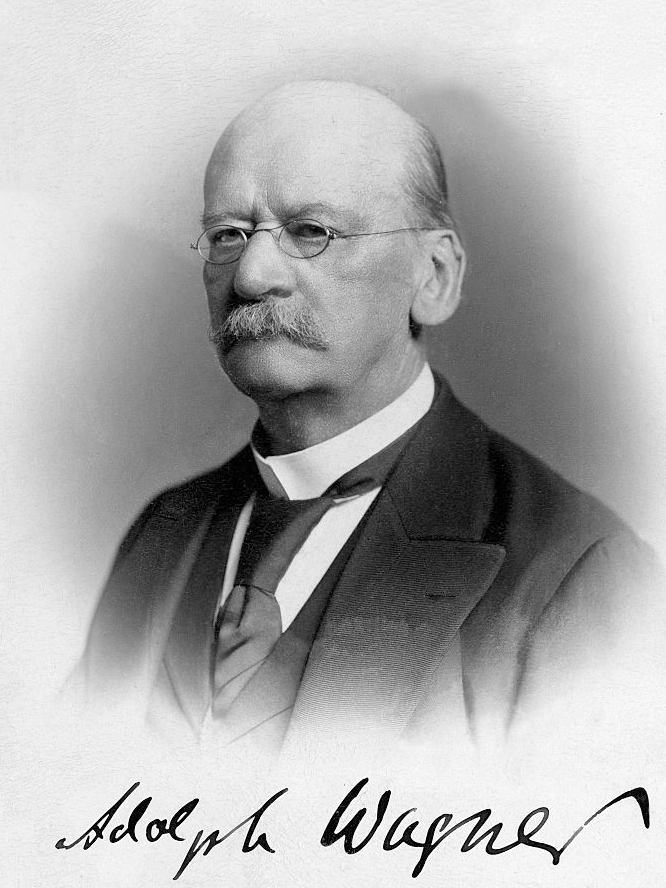
Adolph Wagner, 1899

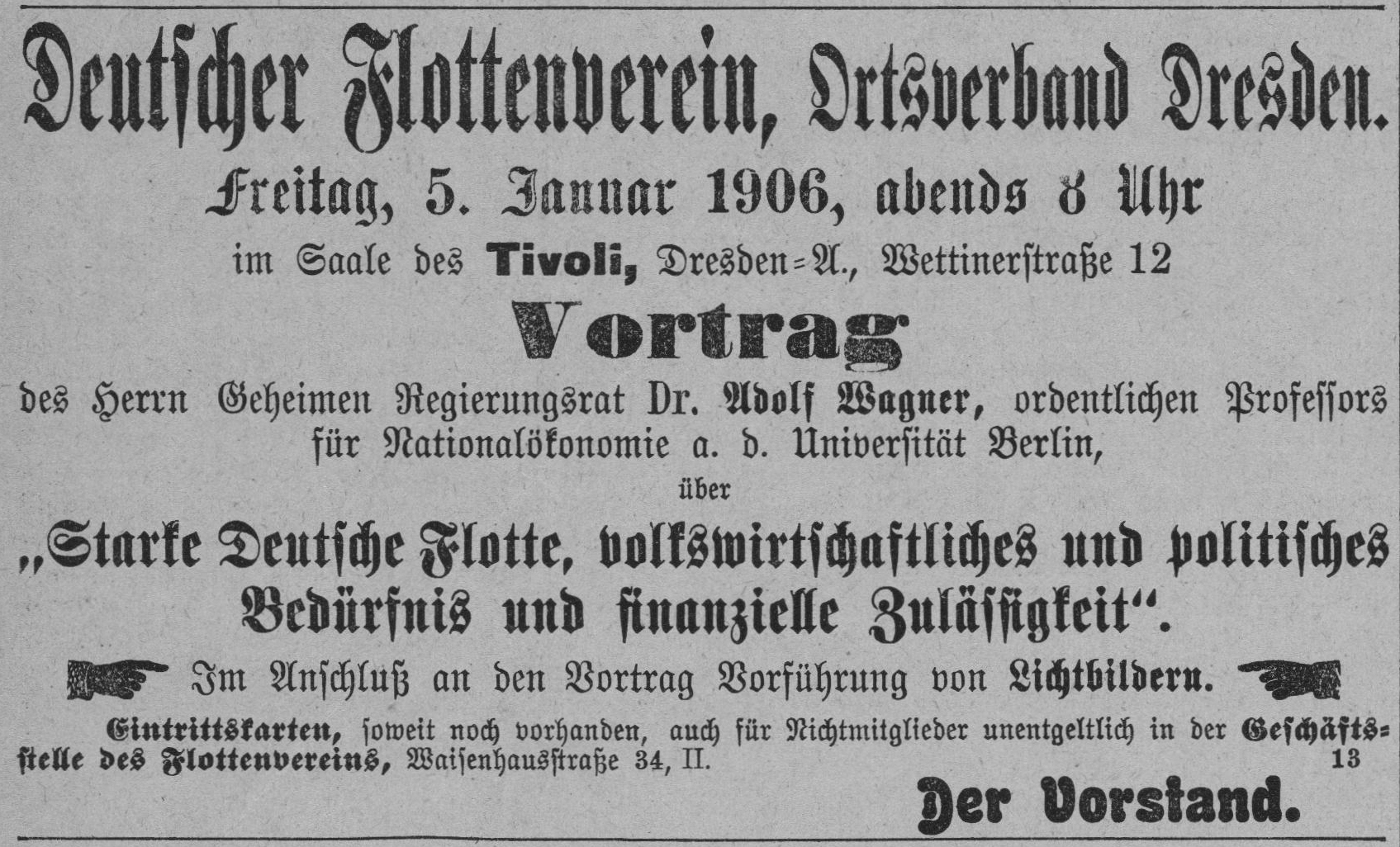
Anzeige für einen Vortrag (1906)

Adolph Wagner (* 25. März 1835 in Erlangen; † 8. November 1917 in Berlin) war ein deutscher Wirtschafts- und Finanzwissenschaftler. Er gilt als Vertreter des Staatssozialismus. Adolph Wagner gehört neben Gustav Schmoller zu den bedeutendsten Ökonomen der Bismarck-Ära. Er war Mitglied im Verein für Socialpolitik und Rektor der Friedrich-Wilhelms- (heutigen Humboldt-) Universität in Berlin.

## Leben
Adolph Wagner wurde als Sohn Rudolf Wagners geboren. Sein Bruder war der Geograph Hermann Wagner.
Er studierte Rechte und Staatswissenschaften, wurde 1858 Lehrer der Nationalökonomie an der Handelsakademie in Wien, 1863 in Hamburg, 1865 ordentlicher Professor in Dorpat, 1868 in Freiburg und 1870 in Berlin. In den ersten Jahren seiner Wirksamkeit beschäftigte er sich vornehmlich mit dem Bank- und Währungswesen.
Es erschienen von ihm Beiträge zur Lehre von den Banken (Leipzig 1857); Die Geld- und Kredittheorie der Peelschen Bankakte (Wien 1862); Die österreichische Valuta (Wien 1862); Die Ordnung des österreichischen Staatshaushalts (Wien 1863); Die russische Papierwährung (Riga 1868); System der deutschen Zettelbankgesetzgebung (Freiburg i. Br. 1870, 2. Auflage. 1873) und Die Zettelbankreform im Deutschen Reich (1875).
Zumal auch der Statistik wandte er sein Interesse zu, wie sein Werk Die Gesetzmäßigkeit in den scheinbar willkürlichen menschlichen Handlungen (Hamburg 1864) zeigt. Bedeutend war hier sein Einfluss auf Ferdinand Tönnies.
Im Oktober 1871 hielt er in der Freien kirchlichen Versammlung evangelischer Männer einen Vortrag über die soziale Frage, in welchem eine tiefe Differenz zwischen seinen Ansichten und denen der deutschen Freihandelsschule hervor trat. H. B. Oppenheim fand in dieser Rede wie in verwandten Kundgebungen den Anlass zu dem Stichwort „Kathedersozialisten“, worauf Wagner in einem „Offenen Brief“ (Berl. 1872) antwortete.
Während Wagner für den von ihm bis 1872 innegehabten Standpunkt bei Nationalökonomen wie Schmoller, Held, Nasse und Brentano Unterstützung fand, ging er bald über dieselben hinaus, so dass er aus dem Vorstand des Vereins für Socialpolitik austrat und in einem Nachwort zu seinem Gutachten über die „Kommunalsteuerfrage“ (Berlin 1877) seinen abweichenden Standpunkt darlegte. In öffentlichen Versammlungen der verschiedensten Art erklärte er seine Überzeugung von der Notwendigkeit einer durchgreifenden Änderung der bestehenden Wirtschaftsordnung. Die Ausgabe von Raus Lehrbuch der politischen Ökonomie (Leipzig 1870 ff.), die er in Gemeinschaft mit E. Nasse übernommen hat, gestaltete sich zu einem völlig neuen Werk, in welchem er der Volkswirtschaft neue rechtsphilosophische Unterlagen zu geben sich bemühte. Darin formulierte er wohl als der erste Finanzwissenschaftler im deutschen Sprachraum bestimmte Besteuerungsgrundsätze. Daneben war er für die Tübinger „Zeitschrift für Staatswissenschaft“, für die Hildebrandschen „Jahrbücher“ u. a. sehr tätig und schrieb eine große Anzahl von Flugschriften.
Wagner war zudem eine der führenden Personen im 1881 konstituierten Conservativen Central-Comitee (CCC). Das CCC formierte sich bald zur antisemitischen Berliner Bewegung, in der Wagner unter anderem mit Adolf Stoecker zusammenarbeitete.
Für die Reichstagswahl 1884 formulierte Wagner ein Programm, in dem er sich für die Monarchie und gegen Parlamentarismus aussprach und in dem er eine starke Reglementierung und Steuerung der Wirtschaft sowie unter anderem eine Börsensteuer forderte.
Von 1882 bis 1885 war Wagner Mitglied des preußischen Abgeordnetenhauses und ab 1910 Mitglied des preußischen Herrenhauses.
Erst im Herbst 1916, mit über 80 Jahren und nach viereinhalb Jahrzehnten als Professor an der Friedrich-Wilhelms-Universität Berlin, zog Wagner sich wegen eines Augenleidens von der Lehrtätigkeit zurück. Als seine Nachfolger wurden Werner Sombart und Hermann Schumacher berufen.
Bereits seit längerem schwer krank, unterzog sich Wagner im Herbst 1917 zum zweiten Mal innerhalb eines Jahres einer Unterleibsoperation. Von dieser erholte er sich nicht mehr. Er starb am 8. November 1917 im Alter von 82 Jahren in seiner Wohnung in Berlin. Bei der Trauerfeier, die am 12. November in der Kaiser-Friedrich-Gedächtniskirche stattfand und von Reinhold Seeberg geleitet wurde, sprachen unter anderen Albrecht Penck und Max Sering Worte der Würdigung des Verstorbenen. Anschließend erfolgte die Beisetzung auf dem Friedhof III der Jerusalems- und Neuen Kirche vor dem Halleschen Tor. Das Grab von Adolph Wagner ist nicht erhalten.
Die Malerin und Grafikerin Cornelia Paczka-Wagner war seine Tochter.

## Denken
Wagner formulierte das Gesetz der wachsenden Staatsausgaben.
Seine Arbeiten haben die Entwicklung des Geld- und Kreditwesens in Deutschland vorbereitet und die Notenbankpolitik und Finanzpraxis vor dem Ersten Weltkrieg wesentlich beeinflusst.

## Schüler
In seinem Seminar saßen Hermann Bahr, Heinrich Dietzel, W. E. B. Du Bois, Erich Eyck, Ferdinand Hardekopf, Wilhelm Hasbach, Wolfgang Heine, Karel Kramař, Jules Storme, Gustav Stresemann und Werner Sombart.

## Ehrungen
Wagner war Mitglied der Akademien der Wissenschaften in Mailand, Neapel, Rom, Venedig und Wien, Ehrenmitglied der Royal Statistical Society in London und des Internationalen Statistischen Instituts sowie Mitglied im Verein der Wirtschafts- und Steuerreformer. Er war Ehrenmitglied des Berliner und des Leipziger Vereins im Verband der Vereine Deutscher Studenten.
1926 wurde die Adolf-Wagner-Straße in Hamburg-Eißendorf nach ihm benannt.

## Schriften
- Grundlegung der politischen Oekonomie., 2 Bände, 1893.
- Das neue Lotterie-Anlehen und die Reform der Nationalbank., 1860. (Digitalisat)
- Die akademische Nationalökonomie und der Sozialismus., 1895.
- Allgemeine und Theoretische Volkswirtschaftslehre., 1876.
- Finanzwissenschaft., 4 Bände
- Wirtschafts-, Sozial- und Finanzpolitik in ihren Zusammenhängen. In: Philipp Zorn, Herbert von Berger (Schriftleitung): Deutschland unter Kaiser Wilhelm II. Hrsg. von Siegfried Körte, Friedrich Wilhelm von Loebell, Adolph Wagner u. a. 3 Bände. R. Hobbing, Berlin 1914.